# Lophoteles plumula
Lophoteles plumula är en tvåvingeart som beskrevs av Friedrich Hermann Loew 1858. Lophoteles plumula ingår i släktet Lophoteles och familjen vapenflugor. Inga underarter finns listade i Catalogue of Life.